# Vuorinen (sjö i Leppävirta, Norra Savolax)
Vuorinen är en sjö i kommunerna Leppävirta och Heinävesi i landskapen Norra Savolax och Södra Savolax i Finland. Sjön ligger 91,9 meter över havet. Den är 10,7 meter djup. Arean är 57 hektar och strandlinjen är 5,16 kilometer lång. Sjön  ingår i Vuoksens huvudavrinningsområde.   Den ligger omkring 56 kilometer sydöst om Kuopio, omkring 100 kilometer nordöst om S:t Michel och omkring 310 kilometer nordöst om Helsingfors. 